# Zygmunt Konarzewski (architekt)
Zygmunt Konarzewski (ur. 17 października 1920 we Włocławku, zm. 13 października 1993 w Warszawie) – dr inż. architekt, docent Politechniki Warszawskiej.

## Życiorys
Syn Antoniego i Salomei. W 1938 ukończył gimnazjum i otrzymał maturę. W 1938 został powołany do służby wojskowej w Podchorążówce Rezerwy Artylerii w Zambrowie. W lipcu 1939 został przydzielony na praktykę do I PALU w Wilnie, z którym przeszedł całą kampanię wrześniową. 27 września 1939 dostał się do niewoli niemieckiej w czasie bitwy pod wsią Antonówka – woj. lubelskie. W pierwszych dniach października 1939 uciekł z transportu jenieckiego i wrócił do Włocławka, skąd w 1940 został wraz z rodzicami wysiedlony na teren „Generalnej Guberni”. W 1941 rozpoczął studia na tajnych kompletach wydziału Architektury Politechniki Warszawskiej. Brał czynny udział w tajnym nauczaniu jako asystent prof. Stefana Bryły. W marcu 1942 wstąpił w szeregi Armii Krajowej. Współpracował z grupą artyleryjską „Granat” /pułk AK-„Baszta”. Z tym zgrupowaniem brał udział w walkach przez całe Powstanie Warszawskie (do 27.09.44) na terenie Mokotowa, Sadyby, Czerniakowa i Lasów Kabackich. W początkach września lekko ranny. W ostatnich dniach Powstania został przedstawiony do odznaczenia Krzyżem Walecznych, ale rozkaz z nadaniem nie dotarł ze Śródmieścia przed kapitulacją Mokotowa. Po powstaniu był jeńcem obozu Sandbostel – Stalag XD (nr. jeniecki 224610). Gdy w kwietniu 1945 obóz w Sandbostel został ewakuowany, dostał się do obozu etapowego w Lubece /Oflag XC. Obóz ten został wyzwolony przez wojska alianckie w dniu 2 maja 1945 r.
Po powrocie do kraju w listopadzie 1945 przeniósł się z Włocławka do Warszawy i od marca 1946 kontynuował studia wyższe będąc w dalszym ciągu asystentem na Wydziale Architektury Politechniki Warszawskiej. W 1950 uzyskał dyplom magistra inżyniera. Pracując ciągle na Politechnice Warszawskiej w 1965 uzyskał stopień doktora nauk technicznych, a w 1970 został mianowany docentem.
W swojej 40-letniej karierze zawodowej na Politechnice Warszawskiej był kierownikiem Zakładu Statyki Sieci Elektroenergetycznych na Wydziale Elektrycznym PW oraz przez kilka lat pełnił obowiązki zastępcy dziekana na studiach wieczorowych i zaocznych. Dodatkowo pracował w Instytucie Techniki Budowlanej, a później jako projektant i weryfikator projektów konstrukcyjnych. Był głównym specjalistą zagadnień konstrukcji wsporczych w „Energoprojekcie” oraz członkiem różnych stowarzyszeń, w tym międzynarodowego stowarzyszenia CIGRE. Był projektantem, głównym specjalistą, weryfikatorem, konsultantem, ekspertem konstrukcji stalowych i żelbetu. Pracował w Instytucie Elektrotechniki, Miasto projekt, "Stolica” i "Wschód”, Instytucie Techniki Budowlanej, Biurze Projektów Energetycznych, Biurze Elektryfikacji Kolei.
Autor kilku podręczników i skryptów dla studentów Politechniki. Opracowywał ekspertyzy naukowe dla resortu energetyki, był współautorem monografii o konstrukcjach wsporczych, autorem ekspertyz konstrukcyjnych i architektonicznych zabezpieczeń blisko 70 obiektów zabytkowych.

## Ważniejsze osiągnięcia zawodowe
- Architektura – projekty kościołów (zrealizowane) Pogrzebień, Wielgolas, Żydowo. Projekty odbudowy zabytków (zrealizowane) kościoły w Braniewie, Bazynach, Babiaku.
- Konstrukcje – projekty odbudowy zabytków wieży Zamku w Szczecinie, ratusza w Szczecinie, wieży kościoła w Lidzbarku Warmińskim, kościołów w woj. olsztyńskim, elbląskim, suwalskim oraz kościołów w woj. kieleckim i drewnianych cerkwi w woj. rzeszowskim.
- Ekspertyzy konstrukcyjne zabytkowych obiektów sakralnych z projektami zabezpieczeń w Toruniu, Choszcznie, Gryficach, Biskupcu, Kętrzynie, Giżycku, Św. Lipce, Gorlicach, Łańcucie, Przeworsku, Jarosławiu, Przemyślu, Krasiczynie, Kielcach, Św. Krzyżu, Bodzentynie i innych.
- Prace naukowo-badawcze z dziedziny mechaniki i konstrukcji wsporczych linii WN i NN. Publikacje dotyczące ww. dziedzin (prace naukowe w PW i podręczniki akademickie wydane w WNT: mechanika i wytrzymałość materiałów).
- Prace z dziedziny mechaniki: elektryczno-mechaniczne poruszanie dzwonów w kilku kościołach: Radomiu, Czarnkowie Babiaku, Giżycku.

## Odznaczenia i Wyróżnienia
- Medal Zwycięstwa i Wolności 1945 (1950}
- Warszawski Krzyż Powstańczy
- Krzyż Kawalerski Orderu Odrodzenia Polski,
- Medal Komisji Edukacji Narodowej (1980) Nagroda Ministra MNTISZW,
- Złoty Krzyż Zasługi (1973)